# 于瑟伦韦瑟兰
于瑟伦韦瑟兰（法語：Husseren-Wesserling，发音：[ysəʁən vɛsəʁlɛ̃] 或 [ysəʁən vɛsəʁliŋ]；德语：Hüsseren-Wesserling）是法国上莱茵省的一个市镇，属于坦恩-盖布维莱尔区（Thann-Guebwiller）塞尔奈县（Cernay）。该市镇总面积5.09平方公里，2009年时的人口为1008人。

## 人口
于瑟伦韦瑟兰人口变化图示